# Richard Titmuss

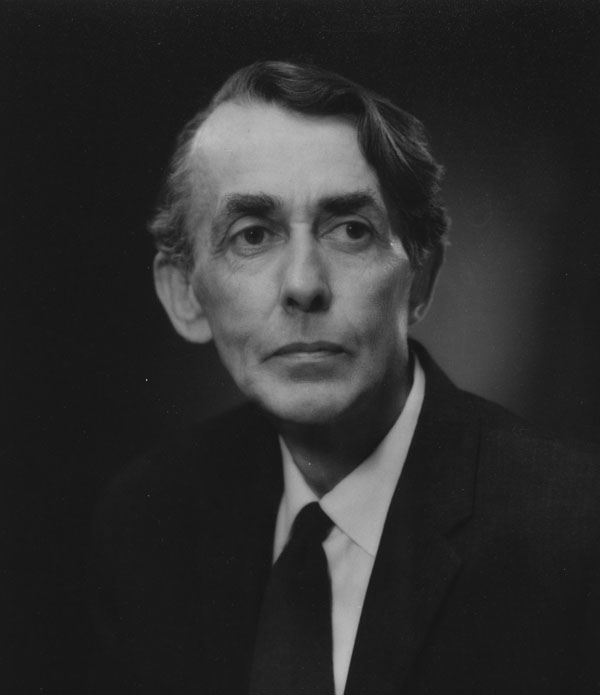
Richard Titmuss

Richard Morris Titmuss (* 16. Oktober 1907 in Stopsley, Bedfordshire; † 6. April 1973 in London) war ein britischer Sozialwissenschaftler und Ökonom.

## Leben
Er begründete das Fach Sozialpolitik bei der London School of Economics und prägte den britischen Wohlfahrtsstaat in ähnlichem Ausmaß wie das der ebenfalls in der Eugenikbewegung engagierte Gunnar Myrdal in Schweden tat.
Nach ihm wurde der Richard Titmuss Lehrstuhl für Social Policy benannt, der derzeit (2010) von Julian Le Grand besetzt ist. 1972 wurde er zum Mitglied (Fellow) der British Academy gewählt. Er war Commander des Order of the British Empire (CBE).
Titmuss war als Kind eines Bauern ohne formale Schulbildung aufgewachsen und vermochte sich als Autodidakt eine universitäre Position wie auch mehrere Funktionen als Politik- und Regierungsberater zu erarbeiten.
Titmuss war mit Kathleen Miller verheiratet und hatte eine Tochter.

## Bedeutende Veröffentlichungen
- Problems of Social Policy. 1950 (Online version of World War II Official History)
- Essays on the Welfare State. 1958
- Income Distribution and Social Change. 1962
- Commitment to Welfare. 1968
- Richard Titmuss: The Gift Relationship: From Human Blood to Social Policy. 1970. Nachdruck: New Press, ISBN 1-56584-403-3 (Neuauflage mit neuen Kapiteln 1997, John Ashton & Ann Oakley, LSE Books)
- Peter Alcock, Howard Glennerster, Ann Oakley & Adrian Sinfield (Hrsg.): Welfare & Wellbeing: Richard Titmuss’s contribution to Social Policy.
- Ann Oakley & Jonathan Barker (Hrsg.): Private Complaints & Public Health: Richard Titmuss on the National Health Service.